# Vahakn N. Dadrian

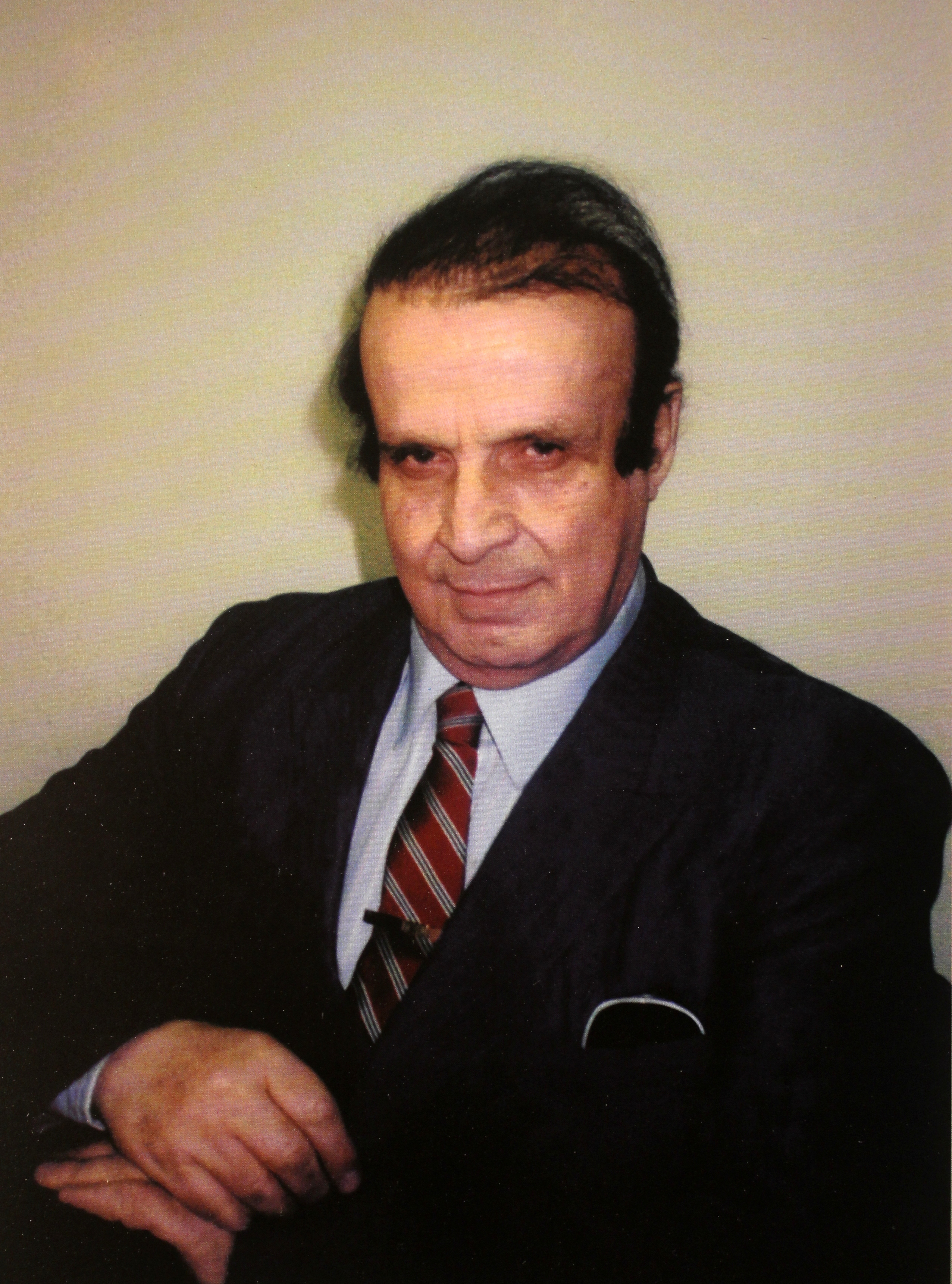
Vahakn Dadrian, 2013

Vahakn Norair Dadrian (armenisch Վահագն Տատրեան, * 26. Mai 1926 in Istanbul; † 2. August 2019 in Dansville, Livingston County, New York) war ein armenisch-amerikanischer Soziologe, der sich vor allem mit dem Völkermord an den Armeniern beschäftigte.

## Leben und Rezeption
Vahakn Dadrian wurde in der Türkei in eine Familie hineingeboren, die während des Völkermordes an den Armeniern zahlreiche Angehörige verloren hatte. Er studierte in Berlin Mathematik, an der Universität Wien Geschichte und an der Universität Zürich Internationales Recht und promovierte im Fach Soziologie an der Universität Chicago.
Von 1970 bis zu seiner Entlassung 1991 wegen sexueller Belästigung lehrte er als Professor für Soziologie am College der State University of New York bei Geneseo. Er war Direktor des US-amerikanisch-kanadischen Forschungsinstituts Zoryan.
Sein Hauptarbeitsfeld ist der Völkermord an den Armeniern im Osmanischen Reich ab 1915.
Dadrian erntete viel positive Zustimmung, bekam aber auch Kritik. Der Wissenschaftler Peter Balakian nannte Dadrian den „führenden Wissenschaftler des Völkermords an den Armeniern“. Der Historiker Malcolm E. Yapp kritisierte, Dadrians Herangehensweise sei „nicht die eines Historikers, der herausfinden möchte, was geschehen ist und warum es geschehen ist, sondern die eines Anwalts, der in einem feindlichen System seinen Fall für die Anklage vorbereitet“. Der deutsche Völkermordforscher Hilmar Kaiser kritisierte Dadrians „selektiven Gebrauch der Quellen“ und warnte „seriöse Wissenschaftler“ davor, „alle Aussagen von Dadrian wörtlich zu nehmen“.

## Veröffentlichungen
- Jenosid Ulusal ve Uluslararası Hukuk Sorunu Olarak: 1915 Ermeni Olayı ve Hukuki Sonuçlar [Völkermord als Problem des nationalen und internationalen Rechts: Der armenische Fall im Ersten Weltkrieg und ihre zeitgenössischen Rechtsverzweigungen]. übersetzt von Yavuz Alogan. Istanbul: Belge Uluslararasi Yayincilik, 1995, 221 S.
- Haykakan Tsekhaspanut`iune Khorhtaranayin ev Patmagitakan Knnarkumnerov (Der Umgang mit dem osmanischen Völkermord im osmanischen Parlament und seine historische Analyse). Watertown, MA: Baikar, 1995, 147 S.
- Autopsie du Génocide Arménien. übersetzt von Marc & Mikaël Nichanian. Brüssel: Éditions Complexe, 1995, 266 S.
- The History of the Armenian Genocide: Ethnic Conflict from the Balkans to Anatolia to the Caucasus. Providence, RI & Oxford: Berghahn Books, 1995, 452 S.
  - Histoire du génocide arménien: Conflits nationaux des Balkans au Caucase. übersetzt von Marc Nichanian. Paris: Stock, 1996, 694 S.
  - Historia Tis Armenikan Genoktonias [Geschichte des Völkermords an den Armeniern]. Athen: Stokhastis, 2002, 685 S.
  - Historia del Genocidio Armenio. Conflictos étnicos de los Balcanes a Anatolia y al Cáucaso. übersetzt von Eduardo A. Karsaclian. Buenos Aires: Imago Mundi, 2008, 434 S.
- German Responsibility in the Armenian Genocide: A Review of the Historical Evidence of German Complicity. Watertown, MA: Blue Crane Books, 1996, 304 S.
- The Key Elements in the Turkish Denial of the Armenian Genocide: A Case Study of Distortion and Falsification. Cambridge, MA und Toronto: Zoryan Institute, 1999, 84 S.
  - Los elementos clave en el negacionismo Turco del Genocidio Armenia: un estudio de distorsión y falsificación. übersetzt von Eduardo A. Karsaclian. Buenos Aires: Fundación Armenia, 2002, 79 S.
- Warrant for Genocide: Key Elements of Turko-Armenian Conflict. New Brunswick und London: Transaction Publishers, 1999, 214 S.